# Liga de Inglaterra de Rugby 15 1989-90
La Liga de Inglaterra de Rugby 15 1989-90, más conocido como Courage League 1989-90 fue la 3.ª edición de la Premiership Inglesa de Rugby.
El campeón del torneo fue el equipo de Wasps quienes obtuvieron su primer campeonato.

## Equipos participantes
| Equipo       | Estadio          | Capacidad | Ciudad     |
| ------------ | ---------------- | --------- | ---------- |
| Bath         | Bath             | 8200      | Bath       |
| Bedford      | Goldington Road  | 7000      | Bedford    |
| Bristol      | Memorial Stadium | 12 100    | Bristol    |
| Gloucester   | Kingsholm        | 11 000    | Gloucester |
| Harlequins   | The Stoop        | 8500      | Twickenham |
| Leicester    | Welford Road     | 16 000    | Leicester  |
| Moseley      | The Reddings     | 10 000    | Birmingham |
| Nottingham   | Ireland Avenue   | 4950      | Beeston    |
| Orrell       | Edge Hall Road   | 3000      | Orrell     |
| Rosslyn Park | The Rock         | 2000      | Roehampton |
| Saracens     | Bramley Road     | 2000      | Enfield    |
| Wasps        | Repton Avenue    |           | Sudbury    |

## Clasificación
| Pos. | Equipo       | Encuentros | Encuentros | Encuentros | Encuentros | Tantos | Tantos | Tantos | Puntos |
| Pos. | Equipo       | PJ         | PG         | PE         | PP         | F      | C      | Dif    | Puntos |
| ---- | ------------ | ---------- | ---------- | ---------- | ---------- | ------ | ------ | ------ | ------ |
| 1    | Wasps        | 11         | 9          | 0          | 2          | 250    | 106    | 144    | 18     |
| 2    | Gloucester   | 11         | 8          | 1          | 2          | 214    | 139    | 75     | 17     |
| 3    | Bath         | 11         | 8          | 0          | 3          | 258    | 104    | 154    | 16     |
| 4    | Saracens     | 11         | 7          | 1          | 3          | 168    | 167    | 1      | 15     |
| 5    | Leicester    | 11         | 6          | 0          | 5          | 248    | 184    | 64     | 12     |
| 6    | Nottingham   | 11         | 6          | 0          | 5          | 187    | 148    | 39     | 12     |
| 7    | Harlequins   | 11         | 6          | 0          | 5          | 218    | 180    | 38     | 12     |
| 8    | Orrell       | 11         | 5          | 0          | 6          | 221    | 132    | 89     | 10     |
| 9    | Bristol      | 11         | 4          | 0          | 7          | 136    | 144    | −8     | 8      |
| 10   | Rosslyn Park | 11         | 4          | 0          | 7          | 164    | 243    | −79    | 8      |
| 11   | Moseley      | 11         | 2          | 0          | 9          | 138    | 258    | −120   | 4      |
| 12   | Bedford      | 11         | 0          | 0          | 11         | 70     | 467    | −397   | 0      |

Pts = Puntos totales; PJ = Partidos Jugados; G = Partidos Ganados; E = Partidos Empatados; P = Partidos Perdidos; PF = Puntos a favor; PC = Puntos en contra; Dif = Diferencia de puntos;
| Bandera de Inglaterra |
| Campeón Wasps         |
| Primer título         |